# Nephthea nigra
Nephthea nigra är en korallart som först beskrevs av Kükenthal 1895.  Nephthea nigra ingår i släktet Nephthea och familjen Nephtheidae. Inga underarter finns listade i Catalogue of Life.